# Glyptomorpha elector
Glyptomorpha elector är en stekelart som först beskrevs av Kokujev 1898.  Glyptomorpha elector ingår i släktet Glyptomorpha och familjen bracksteklar. Inga underarter finns listade i Catalogue of Life.